# Zwarte grootoogboktor
De zwarte grootoogboktor (Arhopalus ferus) is een keversoort uit de familie van de boktorren (Cerambycidae). De wetenschappelijke naam van de soort werd voor het eerst geldig gepubliceerd in 1839 door Mulsant.